# هانفورد (كاليفورنيا)
هانفورد (بالإنجليزية: Hanford)‏ هي إحدى مدن مقاطعة كينغس، كاليفورنيا. تم إعطاءها لقب مدينة في 12 أغسطس، 1891.

## التركيبة السكانية
حدّد مكتب تعداد الولايات المتحدة بيانات التركيبة السكانية لهانفورد في تعداد الولايات المتحدة. في ما يلي، التركيبة السكانية حسب تعدادي 2000 و2010.

### تعداد عام 2000
بلغ عدد سكان هانفورد 41,686 نسمة بحسب تعداد عام 2000، وبلغ عدد الأسر 13,931 أسرة وعدد العائلات 10,383 عائلة مقيمة في المدينة. في حين سجلت الكثافة السكانية 924.9 نسمة لكل كيلومتر مربع (2,395.5/ميل2). وبلغ عدد الوحدات السكنية 14,721 وحدة بمتوسط كثافة قدره 326.6 لكل كيلومتر مربع (845.9/ميل2).
وتوزع التركيب العرقي للمدينة بنسبة 64.06% من البيض و5.01% من الأمريكيين الأفارقة و1.36% من الأمريكيين الأصليين و2.85% من الأمريكيين ذوي الأصول الآسيوية و0.18% من سكان جزر المحيط الهادئ و20.80% من الأعراق الأخرى و5.73% من عرقين مختلطين أو أكثر و38.66% من الهسبانيون أو اللاتينيون من أي عرق.
بلغ عدد الأسر 13,931 أسرة كانت نسبة 46.3% منها لديها أطفال تحت سن الثامنة عشر تعيش معهم، وبلغت نسبة الأزواج القاطنين مع بعضهم البعض 53.9% من أصل المجموع الكلي للأسر، ونسبة 15.4% من الأسر كان لديها معيلات من الإناث دون وجود شريك، بينما كانت نسبة 5.3% من الأسر لديها معيلون من الذكور دون وجود شريكة وكانت نسبة 25.5% من غير العائلات. تألفت نسبة 20.6% من أصل جميع الأسر من عدة أفراد يعيشون في نفس المنزل ونسبة 8.7% كانت تتألف من شخص يعيش بمفرده يبلغ من العمر 65 عاماً أو أكثر. وبلغ متوسط حجم الأسرة المعيشية 2.93، أما متوسط حجم العائلات فبلغ 3.39.
بلغ العمر الوسطي للسكان 30.9 عاماً. وكانت نسبة 31.6% من القاطنين تحت سن الثامنة عشر، وكانت نسبة 9.5% بين الثامنة عشر والرابعة والعشرين عاماً، ونسبة 29% كانت واقعةً في الفئة العمرية ما بين الخامسة والعشرين والرابعة والأربعين عاماً، ونسبة 18.4% كانت ما بين الخامسة والأربعين والرابعة والستين، ونسبة 9.5% كانت ضمن فئة الخامسة والستين عاماً فما فوق. يوجد لكل 100 أنثى 95.4 ذكر، ويوجد لكل 100 أنثى في الثامنة عشر من عمرها فما فوق 91.4 ذكر.
بلغ متوسط دخل الأسرة في المدينة 37,582 دولارًا، أما متوسط دخل العائلة فبلغ 41,395 دولارًا. وكان متوسط دخل الذكور 37,120 دولارًا مقابل 25,971 دولارًا للإناث. وسجل دخل الفرد الخاص بالمدينة 17,504 دولارًا. وكانت نسبة 14.2% من العائلات ونسبة 17.3% من السكان تحت خط الفقر، وكان من هؤلاء نسبة 24% تحت سن الثامنة عشر ونسبة 6% في الخامسة والستين من العمر وما فوق.

### تعداد عام 2010
بلغ عدد سكان هانفورد 53,967 نسمة بحسب تعداد عام 2010، وبلغ عدد الأسر 17,492 أسرة وعدد العائلات 13,128 عائلة مقيمة في المدينة. في حين سجلت الكثافة السكانية 1,197.4 نسمة لكل كيلومتر مربع (3,101.3/ميل2). وبلغ عدد الوحدات السكنية 18,493 وحدة بمتوسط كثافة قدره 410.3 لكل كيلومتر مربع (1,062.7/ميل2).
وتوزع التركيب العرقي للمدينة بنسبة 62.47% من البيض و4.88% من الأمريكيين الأفارقة و1.32% من الأمريكيين الأصليين و4.30% من الأمريكيين ذوي الأصول الآسيوية و0.10% من سكان جزر المحيط الهادئ و21.49% من الأعراق الأخرى و5.44% من عرقين مختلطين أو أكثر و47.10% من الهسبانيون أو اللاتينيون من أي عرق.
بلغ عدد الأسر 17,492 أسرة كانت نسبة 46% منها لديها أطفال تحت سن الثامنة عشر تعيش معهم، وبلغت نسبة الأزواج القاطنين مع بعضهم البعض 52% من أصل المجموع الكلي للأسر، ونسبة 16.2% من الأسر كان لديها معيلات من الإناث دون وجود شريك، بينما كانت نسبة 6.9% من الأسر لديها معيلون من الذكور دون وجود شريكة وكانت نسبة 24.9% من غير العائلات. تألفت نسبة 19.9% من أصل جميع الأسر من عدة أفراد يعيشون في نفس المنزل ونسبة 8% كانت تتألف من شخص يعيش بمفرده يبلغ من العمر 65 عاماً أو أكثر. وبلغ متوسط حجم الأسرة المعيشية 3.03، أما متوسط حجم العائلات فبلغ 3.49.
بلغ العمر الوسطي للسكان 30.9 عاماً. وكانت نسبة 31% من القاطنين تحت سن الثامنة عشر، وكانت نسبة 10.2% بين الثامنة عشر والرابعة والعشرين عاماً، ونسبة 27.4% كانت واقعةً في الفئة العمرية ما بين الخامسة والعشرين والرابعة والأربعين عاماً، ونسبة 21.6% كانت ما بين الخامسة والأربعين والرابعة والستين، ونسبة 9.9% كانت ضمن فئة الخامسة والستين عاماً فما فوق. وتوزع التركيب الجنسي للسكان بنسبة 49% ذكور و51% إناث.

## الموقع الجغرافي
الموقع الجغرافي للمناطق المحيطة بهذه النقطة هو كالتالي:
تقع هانفورد في الجزء الأوسط الجنوبي من وادي سان جواكين في ولاية كاليفورنيا، 28 ميلا (45 كم) جنوب شرقي مدينة فريسنو و 18 ميلا (29 كم) غرب مدينة فيساليا. والمدينة هي 249 قدم (76 متر) فوق مستوى سطح البحر، ولها أرض مستوية. ووفقا لمكتب التعداد بالولايات المتحدة، المدينة لديها مساحة إجمالية قدرها 16.6 ميل مربع (43 كم مربع)، أي من الذي تغطيه المياه. للمجرى المائي الطبيعي الوحيد هو بلح البحر سلاو، بقايا التي لا تزال موجودة على الطرف الغربي من المدينة. نهر الملوك حوالي 6.5 ميلا (10.5 كم) شمال هانفورد. خندق الشعب، وحفر قناة للري في عام 1870، يخترق هانفورد من الشمال إلى الجنوب.

## المناخ
هانفورد لديها مناخ نموذجي مع صيف حار وجاف وشتاء بارد يتميز الضباب الكثيف. يحدث هذا الموسم أكثر رطوبة من نوفمبر حتى مارس. وكان متوسط هطول الأمطار السنوي على مدى السنوات العشر من 1997 حتي 1998 من خلال 2006/07 8.97 بوصة (228 مم).
هطول الأمطار طبيعي لمدة 30 (1971-2000) هو 8.29 بوصة.

يقع مكتب خدمة الطقس الوطنية لوادي سان جواكين في هانفورد وتشمل رادار دوبلر الطقس. تتوفر من موقعها الرسمي التنبؤات الجوية والمعلومات المناخية لهانفورد والمنطقة المحيطة بها.

## أعلام
- مات شيفلي
- تايسون تشاندلر
- تشاد مينديز
- شون بارنيل
- هارلان هاغن
- ستيف بيري